# Liste des communes de la province de Cordoue
Cette liste présente les 75 communes de la province de Cordoue, Andalousie (Espagne).

Communes de la province de Cordoue.

- Haut – A
- B
- C
- D
- E
- F
- G
- H
- I
- J
- K
- L
- M
- N
- O
- P
- Q
- R
- S
- T
- U
- V
- W
- X
- Y
- Z

## A
- Adamuz
- Aguilar de la Frontera
- Alcaracejos
- Algallarín
- Almedinilla
- Almodovar del Río
- Añora

## B
- Baena
- Belalcázar
- Belmez
- Benamejí
- Los Blázquez
- Bujalance

## C
- Cabra
- Cañete de las Torres
- Carcabuey
- Cardeña
- La Carlota
- El Carpio
- Castro del Río
- Conquista
- Cordoue (Espagnol : Córdoba)

## D
- Doña Mencía
- Dos Torres

## E
- Encinas Reales
- Espejo
- Espiel

## F
- Fernán-Núñez
- Fuente la Lancha
- Fuente Obejuna
- Fuente Palmera
- Fuente-Tójar

## G
- La Granjuela
- Guadalcázar
- El Guijo

## H
- Hinojosa del Duque
- Hornachuelos

## I
- Iznájar

## L
- Lucena
- Luque

## M
- Montalbán de Córdoba
- Montemayor
- Montilla
- Montoro
- Monturque
- Moriles

## N
- Nueva Carteya

## O
- Obejo

## P
- Palenciana
- Palma del Río
- Pedro Abad
- Pedroche
- Peñarroya-Pueblonuevo
- Posadas
- Pozoblanco
- Priego de Córdoba
- Puente Genil

## R
- La Rambla
- Rute

## S
- San Sebastián de los Ballesteros
- Santa Eufemia
- Santaella

## T
- Torrecampo

## V
- Valenzuela
- Valsequillo
- La Victoria
- Villa del Río
- Villafranca de Córdoba
- Villaharta
- Villanueva de Córdoba
- Villanueva del Duque
- Villanueva del Rey
- Villaralto
- Villaviciosa de Córdoba
- El Viso

## Z
- Zuheros